# Roman Alexejewitsch Jewgenjew
Roman Alexejewitsch Jewgenjew (russisch Роман Алексеевич Евгеньев; * 23. Februar 1999 in Spasskoje) ist ein russischer Fußballspieler.

## Karriere

### Verein
Jewgenjew begann seine Karriere beim FK Dynamo Moskau. Im April 2017 kam er zu seinem ersten Einsatz für die Zweitmannschaft Dynamos in der drittklassigen Perwenstwo PFL. Bis zum Ende der Saison 2016/17 kam er zu sieben Einsätzen, nach Saisonende stellte Dynamo-2 den Spielbetrieb allerdings ein. Daraufhin rückte er wieder in den Kader der U-19 zurück.
Zur Saison 2018/19 rückte Jewgenjew in den Profikader der Moskauer auf. Im Oktober 2018 debütierte er in der Premjer-Liga, als er am zehnten Spieltag jener Saison gegen Krylja Sowetow Samara in der achten Minute für Wladimir Rykow eingewechselt wurde. Bis Saisonende kam der Verteidiger zu 18 Einsätzen in der höchsten russischen Spielklasse. In der Saison 2019/20 absolvierte er 14 Spiele in der Premjer-Liga. In der Saison 2020/21 war er in der Innenverteidigung Dynamos gesetzt und kam zu 27 Einsätzen. In der Saison 2021/22 spielte er 18 Mal.
Zur Saison 2022/23 wechselte Jewgenjew zum Ligakonkurrenten Krylja Sowetow Samara.

### Nationalmannschaft
Jewgenjew durchlief ab der U-18 sämtliche russische Jugendnationalteams. Im März 2019 debütierte er gegen Schweden für die U-21-Auswahl. Im November 2020 wurde er erstmals in einen Lehrgang der A-Nationalmannschaft berufen. Daraufhin gab er im selben Monat sein Debüt für die Sbornaja, als er in der UEFA Nations League gegen Serbien in der Halbzeitpause für Igor Diwejew ins Spiel gebracht wurde. Zur Fußball-Europameisterschaft 2021 wurde er in den Kader Russlands berufen, kam aber mit diesem nicht über die Gruppenphase hinaus.